# Antoine Spire

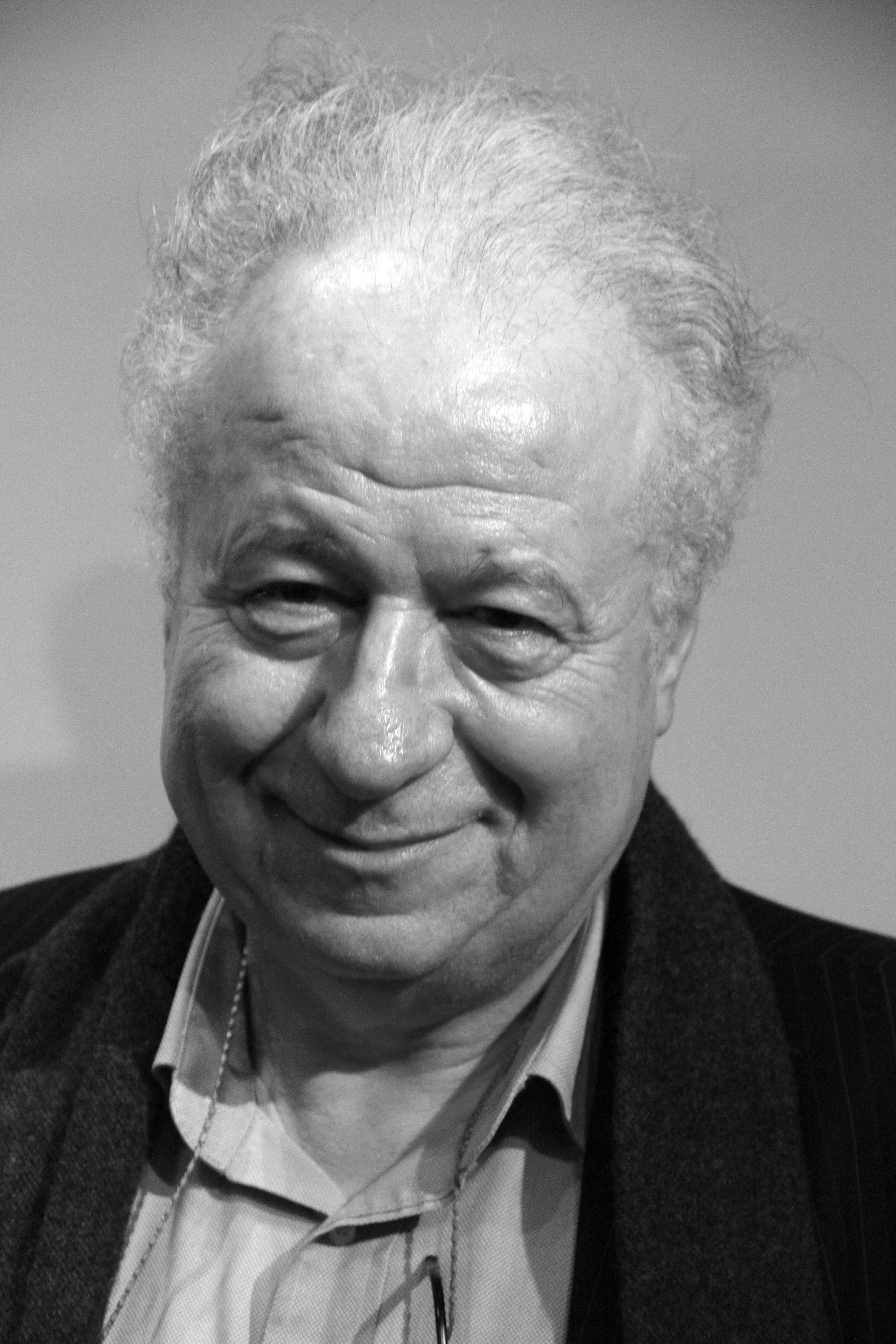
Antoine Spire (2013)

Antoine Spire (* 31. März 1946 in Paris) ist ein französischer Presse- und Hörfunkjournalist und Herausgeber. Als Autor war er zudem an zahlreichen populären Werken beteiligt, die in Zusammenarbeit mit Intellektuellen wie Pierre Bourdieu, Jacques Derrida, George Steiner und Edgar Morin entstanden.

## Leben
Antoine Spire wuchs als Nachkomme einer alten jüdischen Familie aus Lothringen auf. Sein Vater, Philosoph, betrachtete das Judentum als eine Kirche alter Riten und Vorschriften, möglicherweise beeinflusst von seiner Freundschaft mit Simone Weil und häufigen Besuchen von Gabriel Marcel, und beschloss, Ende der 1930er Jahre zum Katholizismus zu konvertieren.
Für Antoine Spire, geboren nach dem Zweiten Weltkrieg und der Bekehrung seines Vaters, schien es, als ob die Verfolgungen, die unter dem Vichy-Regime gipfelten, zu diesem mysteriösen Gedanken führten. Als überzeugter Katholik in seiner Jugend war er Teil der Deutschen Christlichen Studentenvereinigung.
Spire besuchte die private Grundschule lycée privé Sainte-Geneviève von 1963 bis 1964 und wechselte anschließend zur École des hautes études commerciales de Paris (HEC). Im Jahr 1968 erhielt er seinen Master in Soziologie. Während dieser Zeit engagierte er sich zudem in der kommunistischen Partei Parti communiste français.
Von 1985 bis 1987 war er als Chefredakteur von Matin de Paris tätig. Seitdem ist er Journalist bei France Culture, wo er u. a. bei der Produktion von Sendungen wie Voix du silence et Staccato mitwirkt. Spire wurde 1999 von Laure Adler wegen seines „ideologischen Engagements“ gefeuert.
Im Jahr 2000 wurde Antoine Spire von Renaud Camus in seinem Buch La Campagne de France: journal, 1994, namentlich als einer der „zu vielen Juden“ genannt, die an der Sendung Le Panorama von France Culture teilnahmen. Daraufhin fühlte er sich eigenen Aussagen zufolge „wie ein Schmetterling festgenagelt, ausgemacht und abgelehnt“, wie er mit Sorge in seinem Schreiben L’Obsession des origines zum Ausdruck brachte. Die Angelegenheit sorgte noch einige Monate lang für eine kontroverse Debatte, die Bücher und Presseartikel hervorbrachte.
Von 2001 bis 2004 war Antoine Spire schließlich als außerordentlicher Professor für Kommunikationswissenschaften an der Université de technologie de Compiègne tätig.
Zusammen mit David Khayat veröffentlichte er zu dieser Zeit eine Reihe von sieben Büchern zum Thema „Philosophie und Gesundheit“. Das Buch Liebt Gott die Kranken? Die monotheistischen Religionen im Angesicht der Krankheit (Originaltitel: Dieu aime-t-il les malades ? Les religions monothéistes face à la maladie), das er in Zusammenarbeit mit Nicolas Martin verfasste, wurde mit dem Grand Prix des MEDEC 2005 ausgezeichnet.
Im Jahr 2006 führten tiefe Meinungsverschiedenheiten mit der Französischen Liga für Menschenrechte dazu, dass er diese Vereinigung verließ.
Er arbeitet heute als Redaktionsberater für die Zeitungen Le Monde bzw. ihren Ableger Le Monde de l’éducation und La Vie.
Neben seiner Tätigkeit als Journalist war er Moderator und Koordinator nationaler Konferenzen und kultureller Zusammenkünfte.
Im Jahr 2020 wurde er zum Präsidenten des PEN-Clubs Frankreich gewählt.

## Veröffentlichungen
- La Bataille du livre, (mit J. P. Viala), Paris, Éditions sociales, 1976
- Profession permanent, Paris, Seuil, 1980
- La Culture des camarades (ouvr. collectif), Paris, Autrement, 1986
- La Délation (ouvr. collectif), Paris, Autrement, 1987
- Le Silence en héritage, Paris, Laffont, 1988
- Ces enfants qui nous manquent, Paris, Maren Sell, 1990
- L'Argent, pour une réhabilitation morale, Paris, Autrement, 1992
- Après les grands soirs, Paris, Autrement, 1996, ISBN 2-86260-611-1
- Paris impressions, Paris, Subervie, 1998
- La Barbarie de l'ignorance: entretien avec George Steiner, Latresne, 1998
- Sur parole : entretien avec Jacques Derrida, Paris, l'Aube, 1999
- La Volonté de comprendre : entretien avec Jean-Pierre Vernant, Paris, l'Aube, 1999
- Reliances : entretien avec Edgar Morin, Paris, l'Aube, 2000
- Ce qui me hante, entretien avec George Steiner, Latresne, Le Bord de l'eau, 2000
- L'Obsession des origines, Paris, Seuil, 2000 (Reaktion auf die Affäre von Camus)
- Questions à Paris, mit Nicolas Martin, Latresne, Le Bord de l'eau, 2001
- « Philosophie et Santé » (7 gemeinsame Veröffentlichungen), Latresne, Le Bord de l'eau, 2001
- Au-delà des apparences, entretien avec Jacques Derrida, Latresne, Le Bord de l'eau, 2002
- La philosophie est essentielle à l'existence humaine, entretien avec Félix Guattari, Paris, l'Aube, 2002
- Si le monde social m'est supportable […], entretien avec Pierre Bourdieu, Paris, l'Aube, 2002
- La Mémoire, mit Christian Derouesné, Paris, EDP Sciences, 2002
- L'Optimisme de la volonté, entretien avec Eric J. Hobsbawm, Latresne, Le Bord de l'eau, 2003
- Le Passant composé, dialogue avec Daniel Mesguich, Latresne, Le Bord de l'eau, 2004
- Dieu aime-t-il les malades ?, avec Nicolas Martin, Paris, Anne Carrière, 2004 (prix du MEDEC 2005[5])
- Dictionnaire du judaïsme français depuis 1944, direction d'ouvrage avec Jean Leselbaum, Lormont, Le Bord de l'eau, 2013